# Xəsili
Xəsili è un comune dell'Azerbaigian situato nel distretto di Bərdə. Conta una popolazione di 1 337 abitanti.